# Номерні знаки Чаду

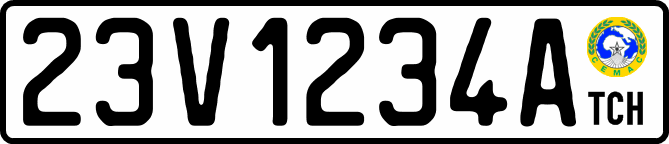
Регулярний номер

Код Чаду для міжнародного руху ТЗ — (ТСН).

## Регулярні номерні знаки
Чинну схему регулярних номерних знаків Чаду запроваджено в 2001 році. Вона базується на французькій системі FNI і має формат 12А3456Б, де 12 — код регіону, А — покажчик типу ТЗ, 3456 — номер, Б — серія. Регулярні пластини мають біле тло з чорними знаками. В правому боці розташовано емблему Центральноафриканського економічно-валютного співтовариства (СЕМАС) та код ТСН.

### Регіональне кодування
До 2008 року кількість регіонів Чаду становила 18. З 2008 року, через подрібнення деяких попередніх регіонів, додано ще 4 регіони, яким надано коди 19-22. В 2013 році відбулося розділення регіону Еннеді. Відомостей про присвоєння нового коду 23 поки немає.
- 01 — Аль-Батха
- 02 — Бурку
- 03 — Шарі-Бакирмі
- 04 — Кира
- 05 — Хаджар-Ламіс
- 06 — Канім
- 07 — Аль-Бухайра
- 08 — Лукуні Аль-Гарбі
- 09 — Лукуні Аш-Шаркі
- 10 — Мандул
- 11 — Майю-Кібі Аш-Шаркі
- 12 — Майю-Кібі Аль-Гарбі
- 13 — Шарі Аль-Авсат
- 14 — Ваддай
- 15 — Салямат
- 16 — Танджілі
- 17 — Ваді-Фіра
- 18 — Нджамена
- 19 — Бахр Аль-Газаль
- 20 — Інниді
- 21 — Сіля
- 22 — Тібасті

### Кодування за типом ТЗ
- B — автобус
- C — важкий пасажирський автомобіль (джип, мінівен, пікап тощо)
- M — мотоцикл
- MS — мотоцикл спеціальний
- P — вантажний транспорт
- S — транспорт спеціальний
- T — вантажний транспорт (тягачі)
- V — легковий автомобіль

## Інші формати

### Таксі
Таксі мають номерні знаки формату, що збігається з регулярним, тобто 12А3456Б. Колір символів — білий, колір тла — синій.

### Тимчасові номерні знаки

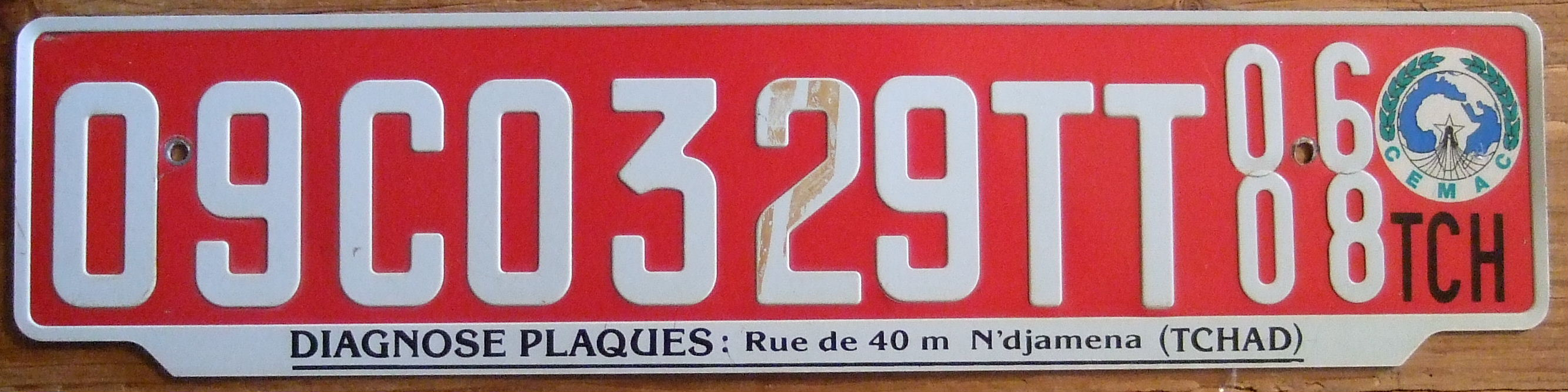
Однорядковий ТТ-номер

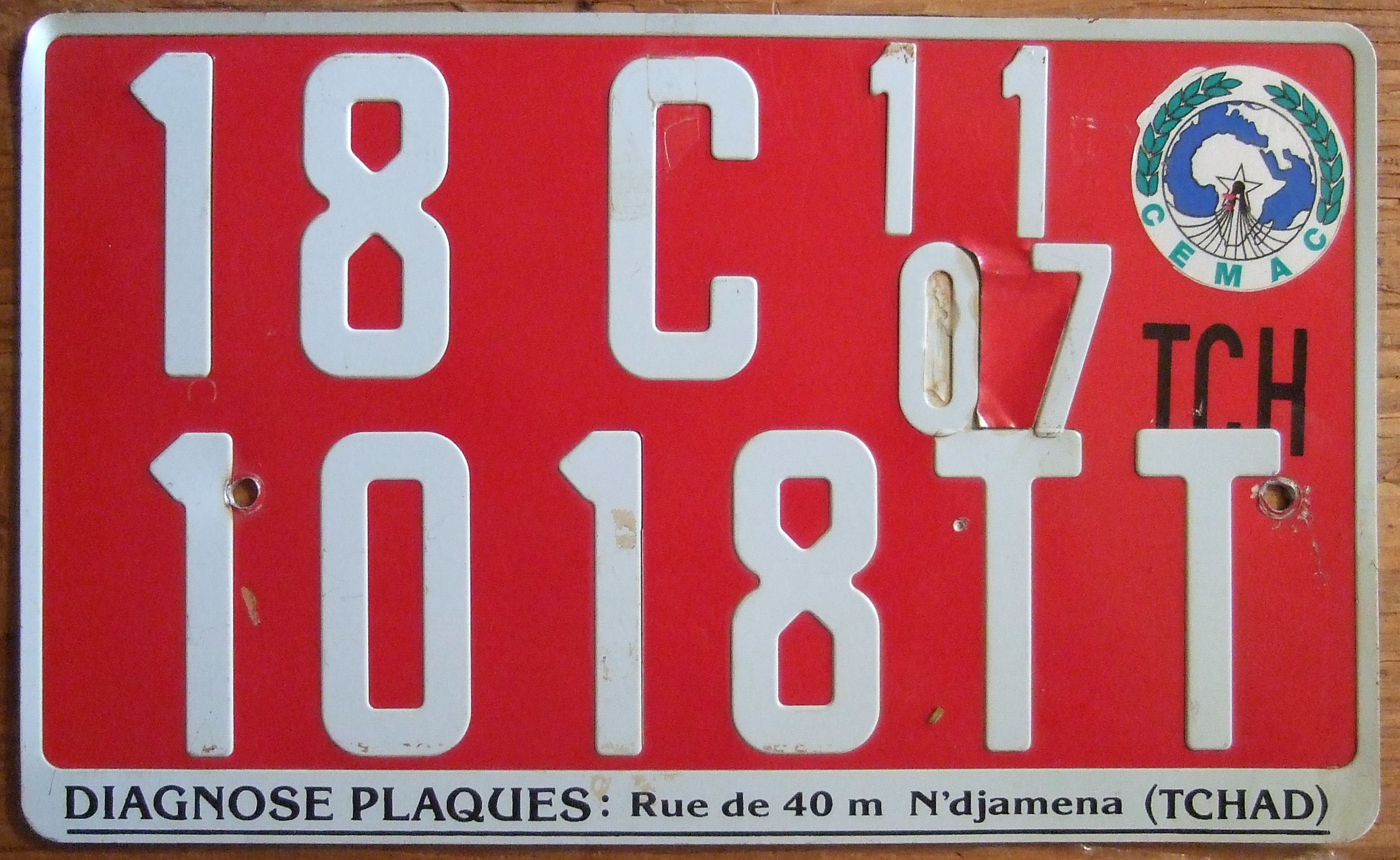
Дворядковий ТТ-номер

Тимчасові номерні знаки для туристів мають червоне тло, на якому розташовано білі або чорні символи. Формат таких знаків 12А3456ТТ, де 12 — код регіону, А — покажчик типу ТЗ, 3456 — номер, ТТ — покажчик тимчасовості.

### Державні номерні знаки
Державні номерні знаки мають чорні символи на жовтому тлі та формат АР1234Б, де АР — покажчик (АПАРАТ), 1234 — номер, Б — код типу ТЗ.

### Поліція
Поліцейські номерні знаки мають формат PN1234, де PN — покажчик (ПОЛІЦІЯ НАЦІОНАЛЬНА), 1234 — номер. Номерні знаки мають білі символи на червоному тлі.

### Військові номерні знаки
Номерні знаки Збройних сил мають формат Т12-3456 і зазвичай наносяться на ТЗ фарбою: чорні символи на жовтому тлі.
| T12-3456 |

### Жандармерія
Номерні знаки мають формат G1 2345. G — покажчик Жандармерії. Номерні знаки мають чорні символи на жовтому тлі.

### Дипломатичні номерні знаки
Номерні знаки дипломатичного персоналу за французьким прикладом мають зелене тло та білі символи.

#### Номерні знаки послів
ТЗ голів дипломатичних місій мають формат 12CMD34, де 12 — код країни, CMD — покажчик голови дипломатичної місії, 34 — номер.

#### Номерні знаки інших дипломатів
ТЗ дипломатичного персоналу мають формат 12А34CD, де 12 — код країни, А — код типу ТЗ, 34 — номер, CD — покажчик дипломатичного корпусу

#### Адміністративний і технічний персонал
Номерні знаки адміністративного і технічного персоналу дипломатичних місій мають формат 12РАТ345, де 12 — код країни, РАТ — покажчик відповідного типу персоналу, 345 — номер.

#### Технічний персонал місій міжнародного співробітництва
Номерні знаки цього типу мають формат 12РСТ345, де 12 — код країни, РСТ — покажчик відповідного типу персоналу, 345 — номер.

#### Почесні консули
Почесні консули мають номерні знаки формату ССН12А3456Б, де ССН — покажчик почесного консула, 12 — код регіону, А — код типу ТЗ, 3456 — номер, Б — серія.